# Julian Andrzejewski

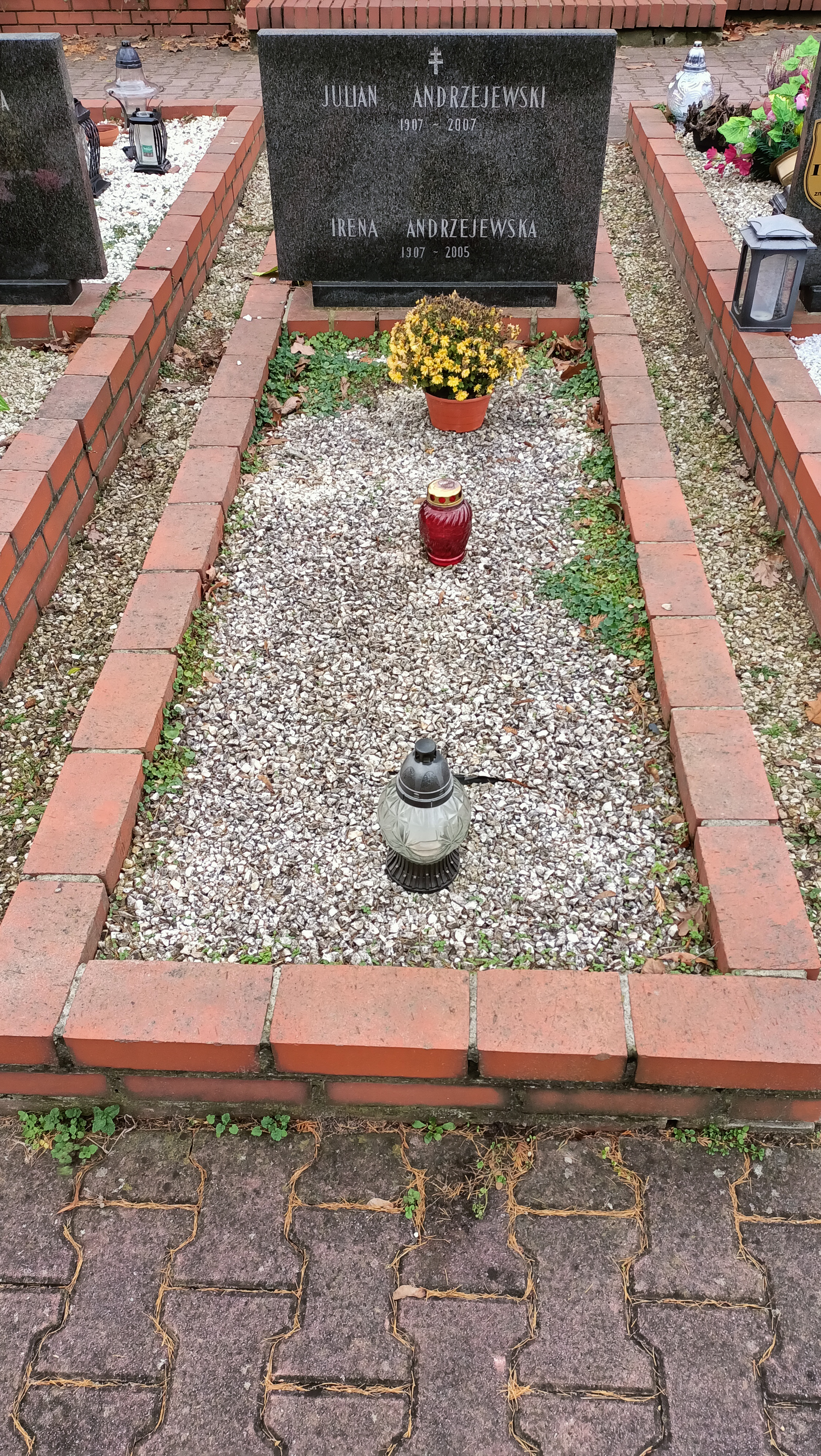
Grób Juliana Andrzejewkiego na Cmentarzu Wojskowym na Powązkach

Julian Andrzejewski, właśc. Pinches Warum (ur. 7 stycznia 1907 w Lublinie, zm. 7 sierpnia 2007) – polski działacz partyjny i komunistyczny pochodzenia żydowskiego, poseł do Krajowej Rady Narodowej (1945–1947).

## Życiorys
Pochodził z ubogiej rodziny żydowskiej, syn Moszka i Fajgi Szandli z domu Hecht. Od 1927 działał w Komunistycznym Związku Młodzieży Polski, od 1930 w Komunistycznej Partii Polski; należał do ich Komitetów Dzielnicowych w Warszawie-Ochocie i Warszawie-Pradze oraz kierował Wydziałem Agitacji KPP w Warszawie. Później na emigracji we Francji, pracował w redakcjach polskojęzycznych czasopism komunistycznych (m.in. Pismo polskiego Wychodźstwa pracującego we Francji w Grenoble). Od 1933 do 1940 członek Francuskiej Partii Komunistycznej, od 1943 działał też w miejscowym ruchu oporu i polskich komórkach tego ugrupowania. W 1942 w Holokauście zginęła jego siostra Golda (Gienia) Botner.
W 1944, pozostając we Francji, został członkiem Polskiego Komitetu Wyzwolenia Narodowego i Polskiej Partii Robotniczej. W maju 1945 powołany w skład Krajowej Rady Narodowej na wniosek I Zjazdu Emigracji Polskiej we Francji, zasiadał w niej do końca kadencji.
Był starszym instruktorem w Wydziale Ogólnym Komitetu Centralnego PPR, potem od 1949 do 1955 inspektorem w Wydziale Organizacyjnym KC Polskiej Zjednoczonej Partii Robotniczej. Od kwietnia 1955 do stycznia 1957 sekretarz ds. organizacyjnych Komitetu Wojewódzkiego PZPR w Lublinie. W tym okresie faktycznie zarządzał Komitetem Wojewódzkim wobec niskich kwalifikacji I sekretarza Bazylego Hołoda, jednocześnie sam nie mógł objąć tej funkcji, gdyż od 1954 działacze pochodzenia żydowskiego nie byli powoływani na eksponowane stanowiska. Odwołany na skutek odwilży październikowej. Od 1957 do 1981 był zastępcą kierownika w Kancelarii Sekretariatu KC PZPR. W grudniu 1983 odznaczony Pamiątkowym Medalem z okazji 40 rocznicy powstania Krajowej Rady Narodowej.
Był żonaty z Ireną Andrzejewską (Rywką Zybenberg), zm. w 2005. Został pochowany na Cmentarzu Wojskowym na Powązkach.